# Acontosceles hydroporoides
Acontosceles hydroporoides är en skalbaggsart som beskrevs av Champion 1924. Acontosceles hydroporoides ingår i släktet Acontosceles och familjen lerstrandbaggar. Inga underarter finns listade i Catalogue of Life.